# Samantha Fox (attrice pornografica)
Samantha Fox, nome d'arte di Stasia Therese Angela Micula (New York, 3 dicembre 1950 – New York, 22 aprile 2020), è stata un'attrice pornografica statunitense, attiva durante gli anni settanta ed ottanta.

## Biografia
Stasia Therese Angela Micula nacque e crebbe a New York. Il padre era un funzionario diplomatico. Da bambina studiò danza classica e moderna. Verso la fine della sua adolescenza divenne una danzatrice professionista. Nel 1978 si sposò con il pornoattore Bobby Astyr.

### Carriera

#### Il cinema hard
Iniziò la carriera nel mondo del porno posando per riviste per adulti come Cheri e Hustler, utilizzando lo pseudonimo "Samantha Fox".
Il primo ruolo significativo in un film hard lo ebbe nel 1978 in Bad Penny di Chuck Vincent. Ottenne due premi Adult Film Association of America come Miglior attrice per i film Jack 'n Jill e This Lady is a Tramp, entrambi diretti da Vincent.
Nel 2003 fu ammessa nella AVN Hall of Fame.

#### Incursioni nel mainstream
Nel 1983 Samantha Fox recitò nel film horror mainstream A Night to Dismember diretto da Doris Wishman - l'Ed Wood al femminile.
Utilizzando lo pseudonimo Stasia (o Stacia) Micula, apparve anche in vari film diretti da Chuck Vincent negli anni ottanta, incluse le commedie Ragazze petto in fuori (C.O.D.) del 1981, Sex Appeal del 1986, Warrior Queen (1987), Slammer Girls (1987).

### Morte
È morta a New York il 22 aprile 2020, dopo aver contratto il coronavirus durante la pandemia di COVID-19 del 2020 negli Stati Uniti d'America. La notizia del decesso è stata annunciata dieci giorni dopo.

## Filmografia
- A Night to Dismember (1989)
- Violenza (1988)
- Ragazze sotto chiave (1987)
- Warrior Queen (1987)
- Sex Appeal (1986)
- Prostituzione (1985)
- Servizio... a domicilio (1985)
- Delirio di femmine viziose (1985)
- Blue Voodoo (1984) (Video)
- Burlexxx (1984)
- Hot Ones (1984) (Video)
- Jack 'n Jill 2 (1984)
- Corruption (1983)
- Dinner with Samantha (1983)
- Dixie Ray la signora sul marciapiede (1983)
- Eighth Erotic Film Festival (1983)
- Eyes of a Dreamer (1983)
- Once Upon a Secretary (1983) (Video)
- Una donna scandalosa (1983)
- Foxy Boxing (1982)
- Irresistible (1982)
- La portiera d'albergo (1982)
- Liquid A$$ets (1982)
- Sizzle with Samantha (1982) (Video)
- The Devil in Miss Jones Part II (1982)
- The Playgirl (1982)
- Undercovers (1982)
- Wanda Whips Wall Street (1982)
- Foxtrot (1982)
- Io, la giuria (1982) (non accreditata)
- Roommates (1981)
- A Girl's Best Friend (1981)
- Babe (1981)
- Dallas Schoolgirls (1981)
- Grant Takes Richmond (1981) (Video)
- Outlaw Ladies (1981)
- Potpourri (1981) (Video)
- Sui marciapiedi di New York  (Amanda by Night) (1981)
- Tara Tara Tara Tara (1981)
- The Love-In Arrangement (1981)
- Centerfold Fever (1981)
- Intimità proibite di... mia moglie (1981)
- Ragazze petto in fuori (C.O.D.) (1981)
- Blue Magic (1981)
- Games Women Play (1981)
- Platinum Paradise (1981)
- The Pussycat Ranch (1981)
- Blue Ecstasy in New York (1980)
- Fascination (1980)
- Girls U.S.A. (1980)
- Gran baldoria la vita... quando i vizi sono bagnati (1980)
- Honey Throat (1980)
- Mogli morbose (1980)
- Sizzle (1980)
- Sweet Surrender (1980)
- The Filthy Rich: A 24 K-Dirty Movie (1980)
- The Seduction of Cindy (1980)
- Tramp (1980)
- Dracula Exotica (1980)
- Afternoon Delights (1980)
- Co-Ed Fever (1980)
- La grande bocca di Odette (1980)
- Robins Nest (1980)
- Angie Police Women (1979)
- Blonde in Black Silk (1979)
- French Kiss (1979)
- Her Name Was Lisa (1979)
- Incontri proibiti (1979)
- Satin Suite (1979)
- The Tale of Tiffany Lust (1979)
- The Love Syndrome (1979)
- The Pink Ladies (1979)
- Tigresses and Other Man-eaters (1979)
- I Superporno Fallocrati (1979)
- Honeysuckle Rose (1979)
- N.Y. Babes (1979)
- A Girl Like That (1979)
- Mantidi in amore (1979)
- Summertime Blue (1979)
- Candi Girl (1979)
- Beyond the Blue (1978)
- Double Your Pleasure (1978) (non accreditata)
- Momenti blu (1978)
- People (1978)
- Prized Possession (1978) (non accreditata)
- Rhonda prurito di sposa (1978)
- Swedish Sorority Girls (1978)
- Bad Penny (1978)
- Dr. Love and His Strange House of Perversion (1977)
- Odyssex - L'impero dei piaceri sessuali (1977)